# Avcıpınarı (Saimbeyli)
Avcıpınarı (türkisch für Jägerquelle) ist ein Ortsteil (Mahalle) im Landkreis Saimbeyli der türkischen Provinz Adana mit 175 Einwohnern (Stand: Ende 2024). Im Jahr 2011 hatte der Ort 153 Einwohner.